# August Erker
August Casimir Erker (24. oktober 1879 – 29. november 1951) var en amerikansk roer som deltog i OL 1904 i St. Louis.
Erker blev olympisk mester i roning under OL 1904 i St. Louis. Han vandt firer uden styrmand sammen med Arthur Stockhoff, George Dietz og Albert Nasse. Mandskabet repræsenterede Century Boat Club, St. Louis